# Leistogenes rebellis
Leistogenes rebellis är en fjärilsart som beskrevs av Edward Meyrick 1927. Leistogenes rebellis ingår i släktet Leistogenes och familjen stävmalar. Inga underarter finns listade i Catalogue of Life.